# Тајан
Тајан (泰安) град је Кини у покрајини Шандунг. Према процени из 2009. у граду је живело 891.976 становника.

## Становништво
Према процени, у граду је 2009. живело 891.976 становника.
| 1990.   | 2000.   | 2009    |
| ------- | ------- | ------- |
| 350.696 | 591.612 | 891.976 |